# Balsasgärdsmyg
Balsasgärdsmyg (Campylorhynchus jocosus) är en fågel i familjen gärdsmygar inom ordningen tättingar.

## Utbredning och systematik
Fågeln förekommer i torra ek-tallskogar på södra mexikanska platån. Den behandlas som monotypisk, det vill säga att den inte delas in i några underarter.

## Status
Arten är relativt fåtalig, med en världspopulation som tros understiga 50 000 individer. Utbredningsområdet är dock relativt stort och beståndet anses vara stabilt. IUCN kategoriserar den därför som livskraftig.

## Namn
Fågeln kallades tidigare boucardgärdsmyg eller Boucards gärdsmyg på svenska, översatt från det engelska namnet Boucard's Wren, hedrande Adolphe Boucard (1839-1904), fransk naturforskare och samlare av specimen. Den tilldelades 2023 ett mer informativt namn av BirdLife Sveriges taxonomikommitté.